# Niente dietro niente davanti
Niente dietro niente davanti è il quinto album studio della band Hardcore punk Skruigners.

## Il disco
Le tracce sono tutte inedite a parte Ltsvf apparsa sul disco "La bella e la madonna" del gruppo grindcore "The bestiamadonna", side project del batterista Carlame.

## Tracce
1. Non mi volto mai - 1.02
2. Io ci odio - 0.43
3. Tra le fiamme - 0.18
4. Chi sei stata - 0.36
5. Alba - 1.59
6. Generazione senza - 1.51
7. Soltanto tombe - 0.32
8. in Bilico - 1.24
9. Triste Vederti Felice - 1.03
10. Come Foglie - 2.24
11. Quanti Segreti - 2.38
12. Abbastanza - 2.14
13. Siete la mia gabbia - 1.00
14. L'ultimo sorriso - 1.33
15. Ltsvf - 1.04
16. Cane - 0.19
17. Oggi la rivolta indossa una divisa - 1.14
18. Il peso del cielo - 2.28
19. Suono per i soldi - 4.03

## Formazione
- Ivan - voce
- Mattia - basso
- Tadzio - chitarra
- Carlame - batteria